# NN-325
La carretera NN‑325 es una vía departamental secundaria del departamento de Carazo, en Nicaragua. Tiene una longitud de 12.03 kilómetros y fue construida entre los años 1999 y 2000. Esta ruta conecta el centro de La Conquista, enlazando con la NIC-20C, y finaliza en el empalme La Solera, donde cruza con la NN-73.

## Trazado y cruces
La siguiente tabla muestra su recorrido, localidades y principales conexiones:
| km    | Localidad              | Departamento | Conexión / Ruta |
| ----- | ---------------------- | ------------ | --------------- |
| 0.0   | Centro de La Conquista | Carazo       | NIC 20C         |
| 6.0   | El Pedernal            | Carazo       |                 |
| 12.03 | Empalme La Solera      | Carazo       | NN 73           |